# Concessionária Tamoios
A Concessionária Tamoios é uma concessionária de rodovias brasileira fundada em 2015, responsável pela gestão do maior trecho da Rodovia dos Tamoios (SP 099), que liga os municípios de São José dos Campos e Caraguatatuba, e de todo o trecho da Rodovia dos Contornos de Caraguatatuba e São Sebastião (SPI 097/055). Seu controle acionário pertence a Queiroz Galvão.
A concessão para administrar e conservar o trecho por 30 anos foi obtida em leilão realizado em 3 de outubro de 2014. O contrato de concessão foi assinado em 19 de dezembro de 2014 e prevê investimentos de R$ 3,9 bilhões e a responsabilidade pela administração, manutenção, recuperação e outras melhorias na Rodovia dos Tamoios entre São José dos Campos e Caraguatatuba.

## Municípios abrangidos
O percurso do trecho sob concessão compreende 5 municípios localizados no estado de São Paulo. São eles:
- São José dos Campos
- Jambeiro
- Paraibuna
- Caraguatatuba
- São Sebastião (Contornos Caraguatatuba/São Sebastião)

## Praças de pedágio
A Rodovia dos Tamoios possui cobrança de pedágios desde 2016, com duas praças ao longo da rodovia, ambas operadas pela Concessionária Tamoios.
| Pedágio | km   | Sentido      | Município | Tarifa             | Tarifa                     | Tarifa                    | Tarifa                    | Tarifa      |
| Pedágio | km   | Sentido      | Município | Passeio/Utilitário | Caminhão/Ônibus (por eixo) | Reboque/Passeio (2 eixos) | Reboque/Passeio (3 eixos) | Motocicleta |
| ------- | ---- | ------------ | --------- | ------------------ | -------------------------- | ------------------------- | ------------------------- | ----------- |
| P1      | 16,1 | Bidirecional | Jambeiro  | R$ 4,90            | R$ 4,90                    | R$ 7,35                   | R$ 9,80                   | R$ 2,45     |
| P2      | 59,3 | Bidirecional | Paraibuna | R$ 10,70           | R$ 10,70                   | R$ 16,05                  | R$ 21,40                  | R$ 5,35     |

*Tarifas atualizadas em dezembro de 2022